# 猫バンバン
猫バンバン(ねこバンバン、英: Knock Knock Cats)とは、自動車のエンジンルームやタイヤの間に入り込んだ猫を逃がすためにボンネットをバンバンと叩く行為、およびそれによって猫の安全や生命を守る取り組みである。
日産自動車により提唱され、同社にて商標登録されている（第5901408号）が、他の自動車メーカーなどにも拡がりをみせている。

## 概要

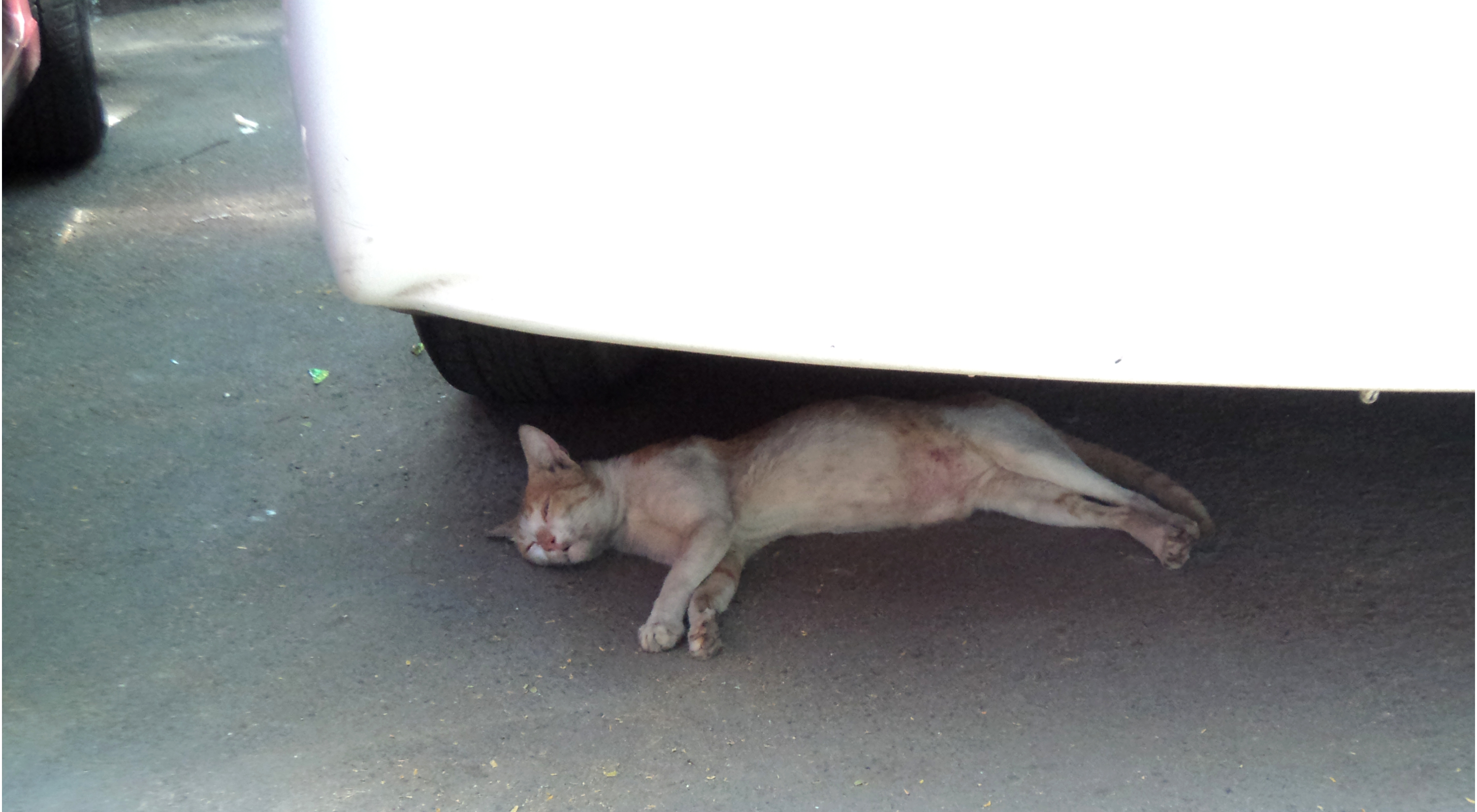
車の下で眠る猫

猫が止まっている車のエンジンルームやタイヤの間などに入り込むことがある。これは、猫が隠れ場所として、暗くて狭い場所を選ぶ習性による。JAFによると猫がエンジンルームに入り込むトラブルによる要請は1年を通して発生しているが、多く発生する時期には偏りがあり、6月は1月の10倍以上発生している。発生が増える要因としては、降雨や子猫の活動時期が挙げられている。
ドライバーがそれに気づかず、そのままエンジンをかけて発車してしまうことで、隠れている猫は危険にさらされ、命を落とす事故も少なからず発生している。
日産自動車によれば、2014年の冬に「猫などの動物が入り込んでいる場合があるので、フードなどを叩いてみましょう」という旨の内容をSNSに投稿したころ大きな反響があり、2015年11月19日に「#猫バンバン」というハッシュタグを用いて投稿。2016年1月より正式にプロジェクトとして展開されている。
同社が行ったアンケート調査では、猫バンバンを行ったところ、7人に1人が車の周りや中に猫がいたと回答している。
JAFによれば、ボンネットを叩く音により猫を逃がすことは効果的であるが、怖がってさらに奥へと入り込んでしまう個体もいるため、ボンネットを開けて目視で確認することも有効である。また動物保護団体「Clover」は、周囲に人がいて猫バンバンが恥ずかしい場合や急いでいる場合は、代替として自動車のドアを強く閉め直すことを提案している。
猫以外では鳥類がエンジンルーム内に巣を作ることがあり、気付かずに走行し発煙に至った事例が報告されている。